# Yatakemicina
La yatakemicina es un alcaloide pirroloindólico aislado de Streptomyces sp. TP-A0356 por Igarashi en 2003. [α]24D = +99.9  ( c, 0.39 en DMF). UV: [neutro]λmax210 (ε31200) ;278;310;382 (ε32600) (MeOH). Está relacionado estructuralmente con las duocarmicinas

## Actividad biológica
Es un antibiótico antitumoral que contiene un anillo de ciclopropano fusionado adyacente a una dienona. La actividad antitumoral se debe a que interfiere en la alquilación de secuencia selectiva del ADN.

## Síntesis
Actualmente hay dos métodos de síntesis reportados para la yatekamicina: la de Tichenor y la de Okano.